# Silverkummel
Silverkummel (Merluccius bilinearis) är en havslevande rovfisk av familjen kummelfiskar som finns i nordvästra Atlanten.

## Utseende
Silverkummeln har ett förhållandevis kort huvud och två ryggfenor, den främre kort med en taggstråle och 10 till 12 mjukstrålar, den bakre lång med 37 till 42 mjukstrålar. Analfenan är även den lång och med 37 till 42 mjukstrålar. Stjärtfenan är tvärt avhuggen hos mindre individer, men konkav hos större. Färgen är silvervit med brunaktig rygg och vitaktig buk. Längden kan nå upp till 76 cm och vikten till 2,3 kg, men speciellt hanarna är ofta betydligt mindre.

## Vanor
Arten vistas nära sandbottnar, vanligtvis på djup mellan  och 300 m, även om den kan gå ner till över 900 m. De större individerna är glupska rovfiskar som tar fiskar som sillfiskar och torskfiskar, gärna av den egna arten, medan mindre individer tar kräftdjur som lysräkor och räkor. Under våren vandrar arten till kustnära vatten, för att under hösten vandra tillbaka till varmare vatten längre ut till havs.

### Fortplantning
Silverkummeln leker i kustnära vatten beroende på lokal och vattentemperatur; i söder från juni till juli, utanför Maine under juli till augusti, och från augusti till september i kanadensiska vatten.

## Utbredning
Utbredningsområdet omfattar nordvästra Atlanten från Newfoundland och Labrador i Kanada till Bahamas; den är emellertid vanligast från södra Newfoundland till South Carolina i USA.

## Kommersiell användning
Arten anses vara en god matfisk och är föremål för ett omfattande fiske, framför allt av Ryssland, Kuba och USA. Den exporteras bland annat till Europa.